# 松宮一彦
松宮 一彦（まつみや かずひこ、1953年〈昭和28年〉12月11日 - 1999年〈平成11年〉9月27日）は、日本のアナウンサー。
東京都豊島区出身。血液型A型。1976年4月にTBS（東京放送）に入社。テレビ『ザ・ベストテン』追っかけマンとして活躍し、「ポスト久米宏」といわれた。ラジオでは『SURF&SNOW』、『胸キュン通信―今週のアイドル』、『三菱RVクルージング　どこかへいこうよ』等のパーソナリティーを担当。他にテレビ『JNNニュース22プライムタイム』『おはようクジラ』のスポーツキャスターも務めた。1998年6月にTBSを退社しフリーに転向。1999年9月に自宅マンションで首吊り自殺。

## 来歴・人物

### 大学まで
弟がいる。祖父は旧財閥系の会長。父親は資産家の日本大学生産工学部名誉教授。身内には日本大学スキー部の功労者がいる。
生後すぐに北海道へ移住、小学校1年生の時に東京都に戻る。性格は陽性だが、その一方で他人に弱みを見せることを極度に嫌っていたという。中学生の時からアナウンサーになると決め、子供の頃にディスクジョッキーコンテストで4位に入る。亀渕昭信、斉藤安弘、今仁哲夫らが活躍した『オールナイトニッポン』など深夜放送ブームの頃に少年時代を過ごす。1967年10月2日深夜放送のオールナイトニッポンの第1回放送（この日、月曜日担当は糸居五郎）を聴いていたことがあり。「ラジオのとりこになったのはこの時から」と話している。高校生の頃にはリクエストやお便りのはがきを週に20通というペースでにたくさん書いたほどで、当時発行されていたオールナイトニッポンの会報『ビバヤング』には松宮のはがきも載っているとのこと。そして後日ニッポン放送のアナウンサー試験の時に局の上の人に「あの松宮君」と覚えられていたほどで、また後日糸居五郎、今仁哲夫、高崎一郎の三人に会った事があるが、三人とも松宮のことを覚えていたという（本人談）。
音楽も自ら「完璧な洋楽ファン」と言うほど、少年時代から洋楽ファンで、当時流行していた日本のフォークソングやロックには「生理的な拒否反応」をしていたと言う。出掛けた先のスキー場のロッジにいつもあったジュークボックスから流れていたポップスが音楽好きになったきっかけでもあり「スキーをやっていなければ音楽に出会えなかった」と話している。
TBSでは実相寺昭雄や後に同じ番組で共演することとなる吉村光夫らとともに、自ら「明るい鉄道少年」と公言する鉄道ファンでもあった。中学の卒業文集に「将来は鉄道公安官になりたい」と書いたほどだった。スキー歴は小学2年生からで、高校時代、大学時代ともにスキー部に所属、当時「年に150日は滑っていた」とのことで、得意種目は回転だったという。洋楽ファン、鉄道ファン、スキー好きということもあって、高校2年生だった1970年頃からの『ビルボード』『鉄道ファン』『スキージャーナル』の3誌は定期購読をして全部そろっていると話している（1988年の時点）。また高校に進学した1969年4月1日から日記を一日も欠かさず付けており（1983年の時点）、そのために「あれは○年○月○日のこと」としっかり言い表すことが多かった（アナウンサーになると決意したのが1969年8月のこと、など）。アナウンサーになってからもフリートークのネタにするために良く日記を読み返していたという。
大学では『11PM』制作アシスタントを務める。
プロ野球は読売ジャイアンツファン。音楽は特に山下達郎の曲が好きで、『SURF&SNOW』の第1回放送のオープニングナンバーとして『SPARKLE』（アルバム『FOR YOU』収録）をかけたほどである。
獨協高等学校、日本大学芸術学部放送学科を卒業。

### TBS時代
1976年4月、TBS（東京放送）にアナウンサー16期生として入社（同期には生島博、鈴木順、高橋進）。TBSの他に、ニッポン放送にも内定していたが、「テレビの仕事もしてみたかった。僕は欲張りですから」（本人談）という理由で、テレビ・ラジオ兼営のTBSに入社した。
主にラジオのディスクジョッキーのほか、テレビ『ザ・ベストテン』の追っかけマンとして人気を集めポピュラー音楽知識の豊富さと明るく軽妙な語り口が受けて注目を浴び、テレビ・ラジオの音楽畑を中心に活躍し、TBSの看板アナウンサーに、それを機にスター局アナの先駆者ともなる。
番組プロデューサーの山田修爾とは『ザ・ベストテン』以降も音楽番組のキャスティングの相談もしており、GLAYがまだ無名の頃から、「これは買いですよ」と松宮が言っていたという。司会の黒柳徹子は松宮の事を「『ザ・ベストテン』の元祖“追っかけマン”として最初から最後まで活躍した功労者。仕事に生きがいを感じているというのが印象的でした。特番（豪華版）の時は100位から11位まで超スピードで読み上げるのが彼の仕事で、歯切れのいい元気のある発表はほれぼれするもの。真面目できちんとした折り目正しいアナウンサー、これが私の印象」と、『ザ・ベストテン』では黒柳と久米宏を陰で支えてくれた事も評価している。
器用さが買われてTBSのドラマにも出演したこともあり、1979年4月に同局で放送したバラエティドラマ『少女探偵スーパーW』では、追っかけマンを思わせるTVアナウンサーの役でレギュラー出演した。なお、幾度かの『ザ・ベストテン』の歴代司会退任の際、小島一慶と共に後任司会者の候補に再三あがるも、諸事情があって実現しなかった。
『SURF&SNOW』では自らのことを「TBSアナウンス部のスーパーDJ」と称していた。番組放送期間中にTBSの組織改編（ラジオ局アナウンス部（1983年6月29日）→ラジオ総局情報制作部アナウンス部（1988年7月26日）→報道総局アナウンス部（1989年1月25日）→アナウンスセンター（1991年5月30日））があったため、「TBSアナウンスセンターの…」など一部の言い回しが異なるバージョンも存在する。尊敬するDJは八木誠としていたことがある。
スキーを嗜み、TBS入社後もアルペン種目競技大会に出場したり、1994年には自身の名を冠したスキー大回転コンペを鹿沢高原で開催したり、明るく快活なスポーツマンのイメージで人気を集めることとなる。1990年頃の日本大学の入学案内書には、卒業生として登場し、学生時代の思い出や受験生へのメッセージと共に「競技スキーに出場、実況、解説をすべてできるアナウンサーは自分しかいない」という趣旨のコメントをしている。スキーの事故で1985年3月に靭帯を切って右足が不自由な状態になったり、骨折することが多々あった。
1998年長野冬季オリンピック大会では男子滑降競技（会場：長野県白馬村八方尾根スキー場）の会場実況アナウンスを担当した。
私生活では3度結婚を経験している。1人目は1977年に番組で知り合った女性と結婚をし、1980年に離婚。2人目は1981年にアシスタントと結婚し、1983年に離婚。3人目は1988年にラジオ局関係者と結婚し、1995年に離婚。いずれも子供には恵まれなかった。
管理職になり自分の希望する番組に出演する機会が減り、夜のスポットニュースを担当することが多くなった。松宮は相当ニュース読みには向いていないと感じており、「気分が悪くなる」と語っていた。
1998年6月、「アナウンサーから他部門に異動させられる可能性があったため、プライドが許さなかった」、「管理職には向いていない」、と嫌ってTBSを退社。

### TBS退社後
1998年7月、フリーアナウンサーとなる。約30年来の友人で元恋人でもある女性が社長を務める広告代理店に所属しこの女性と共同経営者も務める。NACK5・TOKYO FMで番組を持つ。前述の自称は、TBS退社後は単に「スーパーDJ」になった。
1998年9月5日、旅行先のハワイでこの女性を乗せて車の運転中にハンドル操作を誤り、電柱に激突するという交通事故を起こす。女性は腰椎圧迫骨折、皮下神経断裂の重傷を負い、下半身に重い後遺症が残ったことから、補償問題で揉めるなど表面上には不仲となった。ただし、騒動後もこの女性の事務所に在籍し、一方で交際も続いた。

### 最期
1999年9月28日、東京都渋谷区富ヶ谷の自宅マンションの玄関ドアノブにネクタイをかけて首を吊り縊死しているのを、当時交際中の女性（前述の所属事務所社長とは別の人物）が合鍵を使って松宮の自宅に入った際に発見された。45歳没。その女性は英会話学校の講師を務めていており、学校に通っていた（後述）松宮と知り合い、交際に発展したと報道された。死亡推定時刻は9月27日午後4時頃。
松宮の自殺は、芸能界にも衝撃が走った。久米宏は『ニュースステーション』内で「私の9年後輩でした」と語った上でニュースを紹介し、続いて渡辺真理が読み上げた。TBSの朝の情報番組『エクスプレス』内の朝刊コーナーで、この記事を取り上げた際、松宮とラジオ番組で共演したことのあった、TBSの後輩アナでコーナー担当の長岡杏子（文献では若手アナウンサーと匿名で表記）は原稿を読み上げ、言葉にならないほど涙でかすれた。
通夜、葬儀などは親族の意向により行わず、9月29日に代々幡斎場にて火葬式で営まれた。戒名は「放光院生誉一彦居士（ほうこういんせいよかずひここじ）」。墓所は広島県の菩提寺。
今後の夢については、「僕はラジオのDJがしたいんです。2020年には1960年代から1990年代の音楽を語る番組をやりたいな」と話し、これが口癖にもなっていたという。また、弟子だった小林豊は『SURF&SNOW』の復活特番を2010年の正月に担当した際、松宮が上述した英会話教室に通っていた理由を、それ以前に松宮が「『SURF&SNOW』をハワイで日本人コミュニティ向けに1980年代の音楽をかける番組としてやりたい」と小林に話していたからではないかと回想している。

## 出演番組

### TBS
テレビ
- 輝く!日本レコード大賞[33]
- 日本有線大賞[33]
- 3時にあいましょう
- ぎんざNOW!（1976年）[33]
- ザ・ベストテン（1978年）[27][33] - 番組スポンサー提供読みも担当
- 少女探偵スーパーW（1979年）[33]
- クイズ列車出発進行（1979年）[33]
- 夕やけロンちゃん（1980年）[33]
- 日本縦断クイズ合戦（1980年）[27][33]
- アップルシティ500（1982年）[33]
- 人生ゲーム・ハイ&ロー（1982年）[33]
- パソコントラベル君ならどうする（1983年）[33]
- EXPOスクランブル（1985年）[33]
- ロッテ 歌のアルバムNOW（1985年）[33]
- 毎度おさわがせしますII（1986年）第16話ゲスト
- ママはアイドル!（1987年）
- JNNニュース22プライムタイム（1988年）スポーツキャスター[33]
- キラリ☆熱熱CLUB（1989年）[33]
- アイラブバンド（1990年）[33]
- YAPPARIライブ!（1992年）[27][33]
- ウォーリーをさがせ!（1992年）ナレーター
- 音楽的-LA
- 世界アルペン雫石大会（1993年2月）[33]
- ポップテン（1994年）[33]
- おはようクジラ（1996年）スポーツキャスター[33]
- アイドル王（1997年）[33]
- 松宮一彦のラジオTV（1997年）[33][2]

ラジオ
- 今週の歌謡ベストテン（1976年） - デビュー作。[16]
- フレンドポップス60分 松宮一彦いっしょうけんめい（1977年）[33]
- 歌謡新人戦（1979年）[33]
- 佐良直美うたの街（1980年）[33]
- マクセルサウンドストック（1981年）[33]
- 松宮一彦ハロー!ベストテン（1981年）[27][33]
- やるぞ!全国大追跡 ワイドだベストテン（1981年）[33]
- 夜はともだち・松宮一彦絶好調!（1981年）[33]
- ジェミニ・ミュージックパートナー〜三原順子ファンタジーロード（1981年）[33]
- 赤坂LIVE[2]
- るんるんナイト 松宮一彦ワオ!（1982年）[33]
- サイエンスランド 〜松宮一彦の科学るラジオ（1983年）[33]
- アーチストマガジン・週刊ファンハウス（1984年）[33]
- ISETAN ヒット・オン・サンデー（1984年）[33]
- 花の歌謡新人戦（1984年）[33]
- スーパーワイドぴいぷる（1985年）[33]
- SURF&SNOW（1985年）[33] - のちにNACK5。
- 胸キュン通信―今週のアイドル（1986年）[33][1]
- 夜はこれから
- 輝く!日本レコード大賞ラジオ実況
- サンデースーパーDJ（1991年）[27][33]
- サンデーPOPタウン（1992年）[33]
- ザ・ヒットパレード（1993年・1997年）[33]
- サンデースポーツまるかじり（1994年）[33]
- 三菱RVクルージング　どこかへいこうよ（1994年）[33]
- サンデー・ミュージック・JAM（1995年）[33]
- The Selection（1996年）[33]
- エキサイティングスポーツ[2]

### フリー
- NISSAY 松宮一彦のALL TIME HITS（1998年10月 - 1999年3月27日、TOKYO FM）
- SURF&SNOW（1998年10月4日 - 1999年3月28日、NACK5）
- 21世紀プロジェクト 年越し30時間生放送!!テレビのちから（1998年12月30日 - 1999年1月1日、TBSテレビ）ナレーション

### その他
- のりものいっぱい4〜ひこうきブ～ン〜（1993年）ナレーション

## ビブリオグラフィ

### 雑誌記事
座談会
- 堺正幸、松宮一彦、吉村光夫、日吉政和「新春座談会 花形アナウンサー大いに語る」『運転協会誌』第28巻第1号、日本鉄道運転協会、1986年1月、10-17頁、全国書誌番号:00050430。